# ماري كوين سوليفان
ماري كوين سوليفان (بالإنجليزية: Mary Quinn Sullivan)‏ هي فاعلة خير أمريكية، ولدت في 1877 في إنديانابوليس في الولايات المتحدة، وتوفيت في 5 ديسمبر 1939 في كوينز في الولايات المتحدة.